# Трискаидекафобија
Трискаидекафобија је страх од броја 13. За овај број се везује сујеверје. Страх од петка 13-тог се назива параскаведекатриафобија или фригатрискаидекафобија.

## Порекло
- Уопштено говорећи, за број 13 се сматра да је лош број, једноставно јер је после 12, за који се популарно верује да представља целину. Када се група од 13 објеката подели на две, три, четири или 6 једнаких целина, увек је један остатак на крају.

- Број 13 такође има и библијски извор. Наиме, на Тајној Вечери, Јуда, један од апостола који је издао Исуса Христа, је био 13-та особа за столом.

- Сунчев Грегоријански календар, као и Исламски календар, имају по 12 месеци у години.

- Трискаидекафобија је такође имала ефекат на Викинге - верује се да је Бог Локи у Норси пентеону био 13-ти Бог. Ово је касније по хришћанском веровању преведено у то да је Сатана 13-ти анђео.

- У Месопотамији, Хамурабијев закон (око 1760. п. н. е.) нема број 13 у својој бројној листи правила. Ово може да индикује да је сујеверје постојало пре Хришћанске ере.

## Примери
- Многе зграде у свету при бројању спратова потпуно прескоче број 13, тако да са спрата 12 се одмах иде на спрат 14. Ово се некад примењује и при стављању бројева на куће или собе у хотелу. Ово исто важи и за седишта у авиону.

- Композитор Арнолд Шенберг је патио од ове чудне болести. Сматра се да је разлог што се његова последња опера зове Мозес и Арон, уместо правилног спеловања Мозес и Аарон (Аарон са два А) је тај што првобитни назив има 12 слова, док правилни назив има 13 слова. Он се родио и умро 13-тог у месецу. Током студирања није желео да живи у кући која се издавала јер је била број 13, и плашио се свог 76-тог рођендана, јер је сабирак бројева 7 и 6 број 13. За њега се везује једна занимљива прича. Веома се плашио Петка, 13-тог јула 1951. године, јер је то био први петак 13-ти његове 76-те године. Он је цео тај дан прележао у кревету јер се плашио да је тај дан, дан његове сигурне смрти. Након мољења мужа да се пробуди и прекине са глупостима, његова скептична жена је остала у стању шока када је њен муж једноставно изустио реч хармонија и умро. Време његове смрти је било 23:47 часа, што је 13 минута пре поноћи. Такође када се те цифре саберу (1+1+4+7)оне износе број 13!

- Шпански тркач мотора Ангел Нието је познат по томе што је рекао да је победио на 12 + 1 Светских Шампионата Мотоцикала. Његова биографија се због те реченице назива 12 + 1.

- Ликови Стен и Хилда Огден у популарној британској ТВ серији Улица Коронације, су живели у кући 12а, како би се избегло обележавање куће са редним бројем 13.

- У Формули 1, не постоји ауто са бројем 13. Број се склоњен након што су два возача под тим бројем погинула у удесима.

- Амерички текстописац и певач Џон Мејер је на свом последњем албуму имао 14 песама, али је његова 13 песма само 0.2 секунде тишине и нема назив на албуму. Исто тако и албум групе Hot Hot Heat, Лифт, нема на свом ЦД-у 13-ту песму, већ свега четири секунде буке. Разлог томе је што како неке зграде немају 13-ти спрат, те ни у лифту (назив албума) не постоји дугме за 13-ти спрат.

- Неки сматрају да је умало трагична судбина Апола 13-тог ка месецу доказ да је број 13 несрећан број. Аполо 13 је лансиран у 14:13h по источном америчком времену на 11-ти април 1970 са лансирне рампе 39 (3 пута 13 је 39). Када је по источном америчком времену 14:13, по централном америчком времену оно је 13:13h. Такође по плану Аполо 13 је требало да обиђе орбите месеца на април 13-ти.

- У холандском граду Утрехту на железничкој станици не постоји перон са бројем 13.